# Entintado
El entintado es un proceso de dibujo normalmente encontrado en el cómic, que consiste en realizar una página en blanco y negro a partir de otra previa, denominada lápiz final, con el objetivo de conseguir una imagen limpia y fácil de comprender visualmente, marcando los detalles que en lápiz final no se pudieran apreciar y, además, facilitando la posterior aplicación de color.
El proceso de entintado no es simplemente calcar la obra del dibujante a blanco y negro. El encargado de realizar el entintado, el entintador, es otro artista que puede dar, en este proceso, nueva carga visual a la obra del dibujante, dependiendo de las técnicas aplicadas, centrándose más en los grosores de los contornos, en el detalle de las texturas o el efecto de la luz en las formas dibujadas.
Más allá de lo que alguien que no tiene experiencia en este campo pueda imaginar, un mismo lápiz final, entintado por distintos entintadores, puede dar como resultado obras completamente distintas y personales.
Actualmente existe la posibilidad de entintar mediante el ordenador, pese a que tradicionalmente se hace con unos rotuladores específicos o con plumilla, pero las páginas entintadas por ordenador no tienen el mismo resultado que una página entintada artesanalmente.

## Principales materiales para un entintado
- Tinta indeleble: de punta gruesa, útil para zonas negras grandes.
- Tinta china: puede servir como reemplazo de una pluma.
- Bolígrafo: sirve para entintar pequeños detalles.
- Témperas: sirven para entintar grandes detalles.